# نظم نوین جهانی (فیلم)
«نظم نوین جهانی» (انگلیسی: New World Order (film)) فیلمی در ژانر مستند است که در سال ۲۰۰۹ منتشر شد.